# Perone
Il peróne, o pèrone, o fibula, è un osso dell'arto inferiore.
È lungo e pari, si presenta di circa 4-5 volte più sottile della tibia e, assieme ad essa, completa lo scheletro della gamba.

## Anatomia umana
È costituito da un corpo (o diafisi) e due estremità (o epifisi). Il corpo è orientato verticalmente e presenta tre facce e tre margini, disposti allo stesso modo della tibia.
La faccia laterale è convessa in alto e concava verso il basso, leggermente voltata in senso anteriore. La faccia mediale (o, secondo alcuni testi, anteriore, o antero-mediale) presenta un allargamento all'incirca a metà altezza, una sorta di cresta longitudinale chiamata cresta interossea, su cui poggia l'omonima membrana. La faccia posteriore è rugosa e convessa.
Il margine anteriore, detto anche cresta anteriore, sottile, si suddivide in due rami procedendo verso il basso, uno diretto al margine anteriore del malleolo, l'altro si porta di lato a costituire un margine del solco dove si innestano i muscoli peronei.
L'epifisi prossimale (detta testa del perone) forma, ingrossandosi, una sporgenza laterale chiamata apice o processo stiloideo, mentre l'epifisi distale forma anch'essa una sporgenza laterale a forma piramidale, detta malleolo esterno, simmetrico a quello della tibia.
Internamente il perone presenta un canale midollare.